# Estação Galeão - Tom Jobim 2
A Estação Galeão - Tom Jobim 2 é uma parada do BRT TransCarioca localizada no bairro do Galeão na Ilha do Governador, no município do Rio de Janeiro.